# 시스템 인 패키지

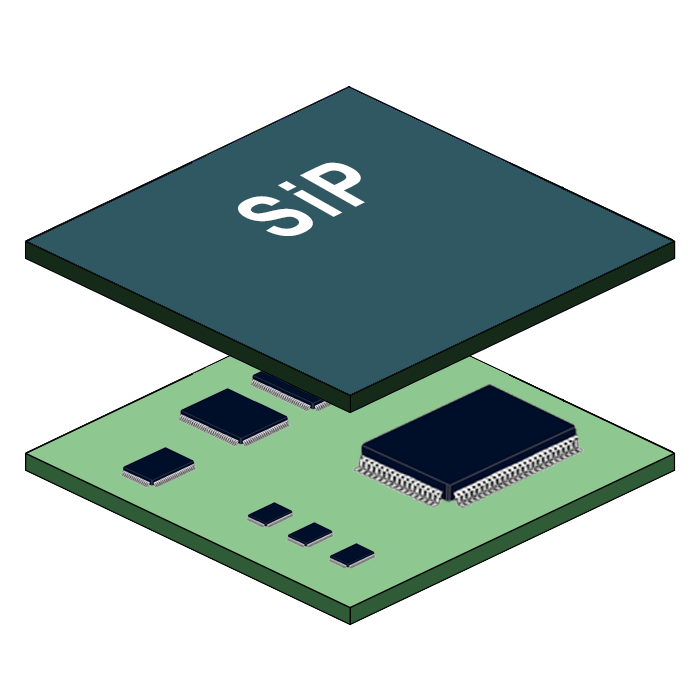
단일 기판에 프로세서, 메모리, 스토리지를 포함하는 SiP 멀티칩의 CAD 도면

SiP(system in a package) 또는 시스템 인 패키지(system-in-package)는 하나의 칩 캐리어 패키지에 포함되거나 수동 부품을 포함하고 전체 시스템의 기능을 수행할 수 있는 IC 패키지 기판을 포함하는 다수의 집적 회로(IC)이다. IC는 패키지 온 패키지를 사용하여 적층되거나, 나란히 배치되거나, 기판에 내장될 수 있다. SiP는 전자 시스템의 모든 기능 또는 대부분의 기능을 수행하며 일반적으로 휴대폰, 디지털 음악 플레이어 등의 부품을 설계할 때 사용된다. 집적 회로를 포함하는 다이는 패키지 기판에 수직으로 적층될 수 있다. 이들은 패키지 기판에 접착된 미세한 와이어로 내부적으로 연결된다. 또는 플립 칩 기술을 사용하면 솔더 범프를 사용하여 적층된 칩을 패키지 기판에 결합하거나 두 기술을 모두 단일 패키지에 사용할 수 있다. SiP는 SoC(단일 칩 시스템)와 유사하지만 덜 긴밀하게 통합되어 있으며 단일 반도체 다이에 있지 않다.
SIP는 시스템 크기를 줄이거나 성능을 향상시키거나 비용을 줄이는 데 사용할 수 있다. 이 기술은 MCM(멀티칩 모듈) 기술에서 발전했다. 차이점은 SiP가 여러 칩이나 다이를 서로 위에 쌓는 다이 적층도 사용한다는 것이다.

## 공급사
- 어드밴스트 마이크로 디바이시스
- 앰코 테크놀로지
- 아트멜
- 사이프러스 세미컨덕터
- 도시바
- 르네사스 일렉트로닉스
- 샌디스크
- 삼성그룹

## 같이 보기
- 멀티칩 모듈
- 단일 칩 시스템
- 하이브리드 집적 회로